# Ingui
Ingui ist ein Dorf in der Landgemeinde Bankilaré in Niger.

## Geographie
Das von einem traditionellen Ortsvorsteher (chef traditionnel) geleitete Dorf befindet sich rund elf Kilometer nordöstlich des Hauptorts Bankilaré der gleichnamigen Landgemeinde und des gleichnamigen Departements Bankilaré in der Region Tillabéri. Ingui liegt im Dünengebiet im Westen Nigers. Es herrscht das Klima der Sahelzone vor, mit einer durchschnittlichen jährlichen Niederschlagsmenge zwischen 300 und 400 mm. Südlich des Dorfes erstreckt sich ein 70 Hektar großer See, die Mare d’Ingui.

## Geschichte
Das Armed Conflict Location and Event Data Project erfasste für das erste Quartal 2024 in der Region Tillabéri insgesamt 122 gewaltsame Konfliktfälle mit 394 Toten und nannte Ingui unter den betroffenen Orten.

## Bevölkerung
Bei der Volkszählung 2012 hatte Ingui 404 Einwohner, die in 57 Haushalten lebten. Bei der Volkszählung 2001 betrug die Einwohnerzahl 823 in 101 Haushalten

## Wirtschaft und Infrastruktur
In Ingui gibt es eine Getreidebank. Die Arbeitsmigration ins Ausland ist verbreitet.